# Костюков, Александр Алексеевич
Костюков Александр Алексеевич (1898, Зуевка, область Войска Донского — 10 января 1950, Забайкальский край) — советский горный инженер, профессор (1933). Генеральный горный директор. Директор Криворожского горнорудного института (1932—1933).

## Биография
Родился в 1898 году в селе Зуевка Зуевской волости Миусского округа на Донбассе в семье конюха и прачки. Родители работали в помещичьем имении.
В 1915 году окончил железнодорожное училище в Горловке и начал трудиться слесарем местного артиллерийского завода. После 1917 года получил квалификацию горного инженера, был назначен управляющим угольного шахтоуправления.
В 1926 году поступил на высшие 2-годичные инженерные курсы при Днепропетровском горном институте, где изучил 59 дисциплин. В 1928 году вернулся в Горловку, где работал главным инженером, управляющим Несветаевского и Жовтневого шахтоуправлений.
В начале 1930-х годов приехал в Кривой Рог, где работал на разных руководящих должностях.
С 7 ноября 1931 года работал в Криворожском горнорудном институте доцентом горной кафедры по курсу проведения выработок и их крепления. С 1 сентября 1932 года заведовал кафедрой шахтного строительства, проводил специальный курс на отделении шахтного строительства по выработке и проектированию проходки шахт. Написана квалификационная работа «Расчёт и проектирование вертикальных выработок». Вместе с профессором А. И. Стешенко был соавтором курса «Разработка марганцевых залежей». Был главным инженером научно-исследовательского бюро института, одновременно руководя исследовательскими группами по форсированию проведения выработок.
В 1932—1933 годах — директор Криворожского горнорудного института.
В 1939 году возглавил отстающий на то время рудник имени Ильича в Кривом Роге. Добросовестным трудом вдохновил стахановское движение на Криворожье. Бурильщик-новатор Алексей Семиволос отмечал, что своими достижениями он обязан именно Александру Алексеевичу Костюкову, основавшему технологию многозабойного бурения.
С началом Великой Отечественной войны занимался эвакуацией горного оборудования и технической документации рудника на Урал. С Урала вместе с 50 криворожскими инженерами был направлен в Забайкалье, где возглавил трест «Союзплавик».
Умер 10 января 1950 года на Забайкалье, где и был похоронен в берёзовой роще.

## Память
- Именем названы улицы нескольких забайкальских рудничных посёлков[1].